# Lwengo (district)
Le district de Lwengo est un district d'Ouganda. Sa capitale est Lwengo.

## Histoire
Ce district a été créé en 2010 par séparation du district de Masaka.